# Fredrik av Sachsen-Altenburg
För andra betydelser, se Fredrik av Sachsen-Altenburg (olika betydelser).
Fredrik av Sachsen-Altenburg, född 29 april 1763 i Hildburghausen, död 29 september 1834 i Hummelshain, var hertig av Sachsen-Hildburghausen från 1780, hertig av Sachsen-Altenburg från 1826.
Han var gift sedan 1785 med Charlotte Georgina av Mecklenburg-Strelitz, dotter till Karl II av Mecklenburg-Strelitz och Fredrika av Hessen-Darmstadt.
Barn:
- Katharina Charlotte (1787-1847); gift 1805 med Paul av Württemberg (1785-1852)
- Josef av Sachsen-Altenburg (1789-1868); gift 1817 med Amalie av Württemberg (1799-1848)
- Therese av Sachsen-Hildburghausen (1792-1854); gift 1810 med Ludvig I av Bayern (1786-1868)
- Charlotte Luise (1794-1825); gift 1814 med Vilhelm I av Nassau (1792-1839)
- Franz Friedrich (1795-1800)
- Georg av Sachsen-Altenburg (1796-1853); gift 1825 med Maria av Mecklenburg-Schwerin
- Friedrich Wilhelm (1801-1870)
- Maximilian Karl (f.och d. 1803)
- Eduard av Sachsen-Altenburg (1804-1852); gift 1:o 1835 med Amalie av Hohenzollern-Sigmaringen (1815-1841); gift 2:o 1842 med Luise av Reuss (1822-1875)